# Nikolai Maximov
Nikolai Mikhailovich Maksimov (Moscou, 15 de novembro de 1972) é um jogador de polo aquático russo, naturalizado cazaque medalhista olímpico.

## Carreira
Nikolai Maximov fez parte do elenco medalha de prata de Sydney 2000, e bronze em Atenas 2004. Em 2012, disputou pelo Cazaquistão